# Keramisch Neolithicum
Het Keramisch Neolithicum (Pottery Neolithic, PN) of laat-neolithicum is de laatste periode van het neolithicum in Zuidwest-Azië, gekenmerkt door het gebruik van keramiek, vooral aardewerk. Het wordt gedateerd 6.500–5.500 v.Chr. en volgde op het Prekeramisch Neolithicum. Naast landbouw werd aan veeteelt gedaan en nam het belang van de jacht af. Aardewerk verspreidde zich, maar het pottenbakkerswiel zou pas in de kopertijd worden uitgevonden.

## Samenleving
De nederzettingen waren vaak groter dan in het Prekeramisch Neolithicum. Er kwam een toenemende specialisatie. Er was enige industrie van gebruiks- en siervoorwerpen. De (seriematige) productie hiervan was ook gespecialiseerd. Er werd handel gedreven.
De samenleving werd steeds meer hiërarchisch georganiseerd. Er kwam een zekere mate van welstand voor sommige mensen en nederzettingen. Daarmee kwamen er echter toenemende conflicten tussen en binnen de nederzettingen. Geleidelijk aan werden nederzettingen versterkt, er kwamen muren omheen.
De mensen moesten nu behalve voor het eigen levensonderhoud en het huishouden, ook taken doen voor de gemeenschap, die hierdoor sociaal en economisch sterker werd.
Door het aanleggen van voorraden en het verzamelen van kapitaal begon het verschijnsel privé-eigendom, maar ook diefstal op te treden. Er kwamen langzaamaan vormen van rechtspraak.

## Kunst en religie
De gemeenschap begroef de doden nu buiten de nederzetting in plaats van onder de huizen en zelfs onder het bed of rond de huizen.

## Belangrijke vindplaatsen
- Jericho, Palestina
- Mureybet, Syrië
- Obeid, Irak
- Tell Halaf, Syrië